# Житкевич, Дмитрий Бенедиктович
Дмитрий Бенедиктович (Венедиктович) Житкевич (27 ноября [9 декабря] 1885, Подольская губерния — 8 апреля 1931, Москва) — герой Первой мировой войны, участник Белого движения на Юге России, полковник Самурского пехотного полка.

## Биография
Происходил из крестьян. Уроженец села Дмитрашковка Тульчинского уезда Подольской губернии. Начальное образование получил дома.
В 1911 году окончил Одесское военное училище, откуда выпущен был подпоручиком в 56-й пехотный Житомирский полк.
С началом Первой мировой войны переведен в 252-й пехотный Хотинский полк. Произведен в поручики 15 ноября 1914 года «за выслугу лет». 16 января 1916 года переведен обратно в 56-й пехотный Житомирский полк, а 18 февраля произведен в штабс-капитаны. Пожалован Георгиевским оружием
За то, что 24 мая 1916 года, в бою у с. Терешев, во главе команды разведчиков названного полка, зайдя с двумя пулеметами во фланг и тыл неприятелю, открыл по нему усиленный огонь, а затем, получив подкрепление, ударом в штыки выбил противника из окопов и обратил его в беспорядочное бегство, чем дал возможность соседним частям перейти в наступление; в этой лихой атаке командой разведчиков было захвачено два действовавших пулемета, а также взято в плен около 200 нижних чинов при 8 офицерах.
Удостоен ордена Св. Георгия 4-й степени
За то, что в бою 26 мая 1916 года, получив приказание содействовать занятию переправы через р. Стырь у д. М.-Барятин, обороняемую сильным отрядом пехоты, скрытым в окопах, переправил команду в 64 человека, частью вплавь, а частью на лодках на неприятельский берег, атаковал фланг и тыл противника, заставил австрийцев очистить окопы и поспешно отступить. Развивая далее достигнутый успех, энергично преследовал неприятеля и захватил две 10-сантиметровых гаубицы и 109 ящиков со снарядами, упорно защищаемых пехотой противника, взяв в плен 4 офицера и 184 нижних чина.
В Гражданскую войну участвовал в Белом движении на Юге России в составе Самурского пехотного полка. Произведен в капитаны 14 мая 1919 года. В июне—сентябре 1919 года — командир батальона в том же полку. 8 февраля 1920 года произведен подполковники с переименованием в полковники. 21 июня 1920 года назначен командиром Самурского полка, в каковой должности оставался до эвакуации Крыма.
В эмиграции в Болгарии. В 1922 году подписал воззвание за возвращение в СССР, за что был подвергнут взысканию по суду. Вернувшись в СССР, служил заведующим конторой Бобровицкого сахарозавода. С 1924 года состоял на особом учете в Киевском ГПУ. Был арестован 25 августа 1930 года, обвинялся в «подготовке вооруженного восстания и шпионаже». 3 апреля 1931 года коллегией ОГПУ приговорен к ВМН, расстрелян 8 апреля того же года в Москве. Захоронен на Ваганьковском кладбище.

## Награды
- Орден Святого Владимира 4-й ст. с мечами и бантом (ВП 13.11.1915)
- Орден Святого Станислава 3-й ст. с мечами и бантом (ВП 16.12.1915)
- Орден Святой Анны 3-й ст. с мечами и бантом (ВП 24.04.1916)
- Георгиевское оружие (ВП 30.10.1916)
- Орден Святого Станислава 2-й ст. с мечами (ВП 12.01.1917)
- Орден Святого Георгия 4-й ст. (ПАФ 4.03.1917)